# Stéréotype sur les danseurs classiques masculins en Occident

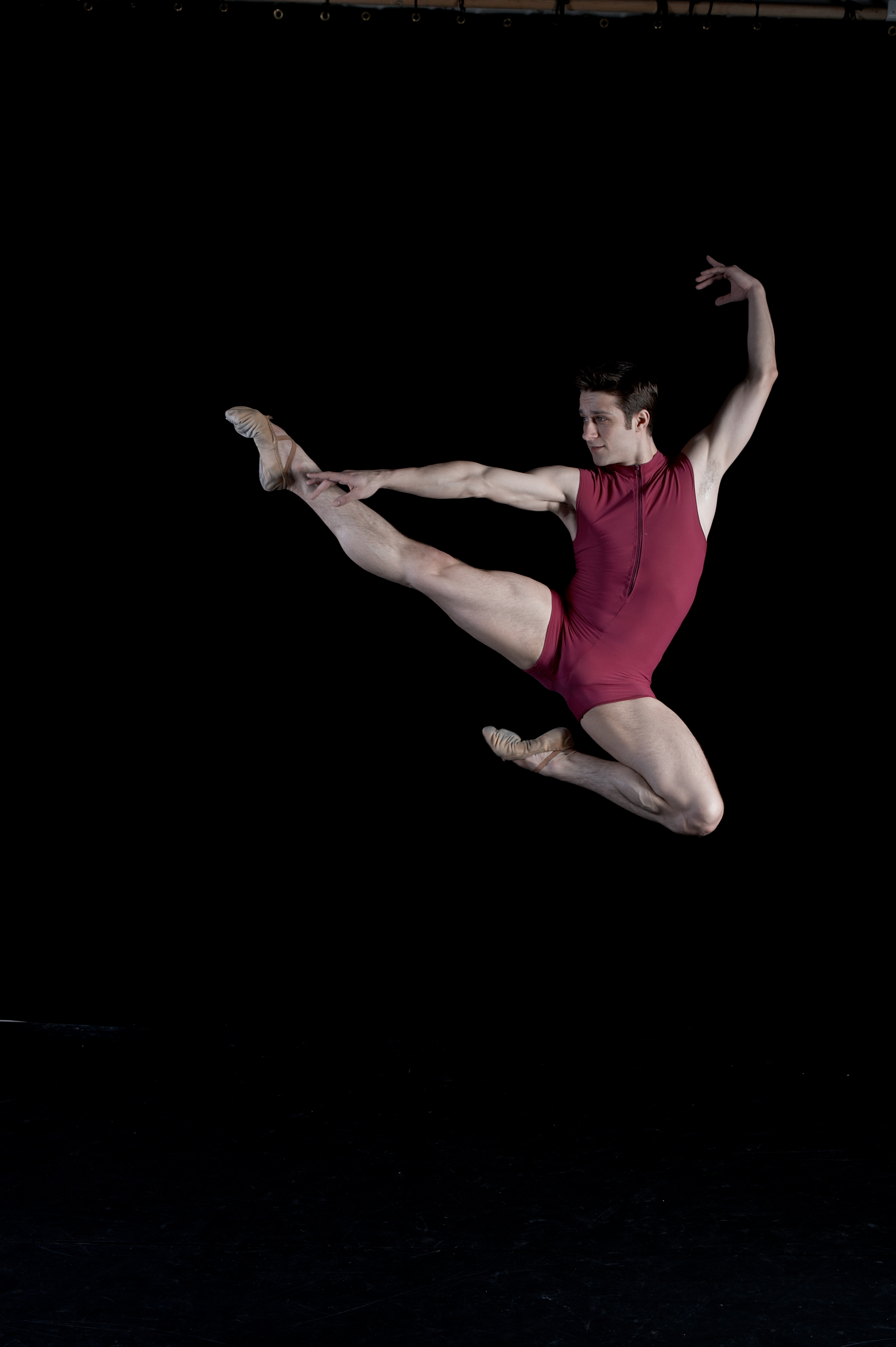
Il existe un stéréotype selon lequel le danseur de ballet masculin doit faire preuve de puissance en dansant.

En Occident, le stéréotype sur le danseur classique masculin remonte au début du XIXe siècle. Ainsi, alors qu'au XVe siècle, le ballet est un moyen de montrer sa position sociale, depuis le début du XIXe siècle, le monde occidental conçoit les danseurs de ballet masculins comme faibles, efféminés ou homosexuels. À travers les attentes et les performances de genre, les danseurs de ballet masculins combattent les stéréotypes qui les entourent,. Par l'éducation et à l'exposition médiatique, les stéréotypes sur les danseurs de ballet masculins entraînent des changements de perception.

## Début des danseurs de ballet masculins

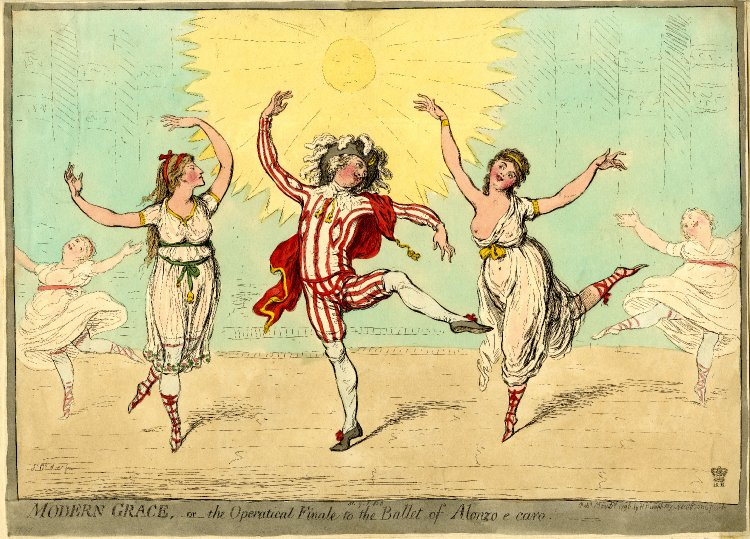
Charles Didelot (au centre) danse le ballet Alonzo e Caro (1796).

Le ballet naît dans les cours italiennes et françaises au XVe siècle. À cette époque, grâce et délicatesse sont signes de pouvoir. De nombreux hommes nobles dansent alors pour montrer leur position sociale. Louis XIV fonde l'Académie royale de danse (première école de ballet). Jusqu'au XIXe siècle, les hommes sont considérés comme vedettes de la danse classique : au XIXe siècle, les femmes gagnent en succès. Cette substitution s'explique notamment par le changement de lieu (le théâtre remplace le palais), qui aboutit à un changement de public, et la transformation culturelle qui privilégie les thèmes plus éthérés.

## Réaction des danseurs masculins

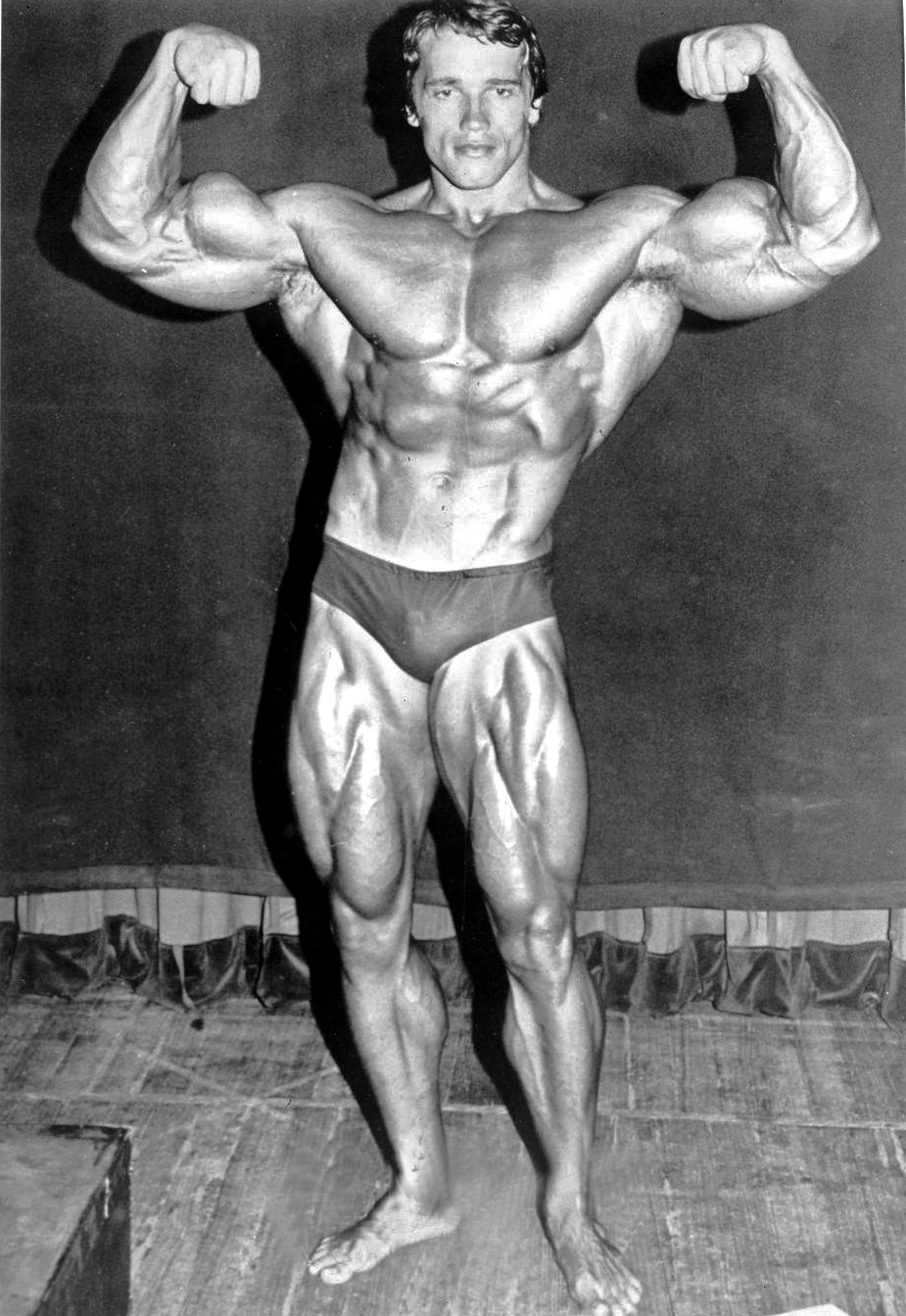
À l'âge de 22 ans, le culturiste Arnold Schwarzenegger prend des cours de danse classique pour parfaire ses poses dans l'optique du concours Mr. Univers.

En 1988, Wiliam L. Earl réalise une enquête sur les stéréotypes américains au sujet des danseurs de ballet masculins. Dans ce cadre, il interroge des membres de la classe moyenne supérieure dans un centre commercial. Il note, parmi les réponses les plus fréquentes : « Jolis garçons qui ont peur de se souiller avec un travail honnête », « Snobs ! », « Secrets », « Névrosés », « Narcissiques », « Doux », « Vains », « Frêles », « Homosexuels », « Fils à leur maman », « Irresponsables », « Probablement des travailleurs acharnés », « Créatures de la nuit », « Volages », « Peur de l'intimité », « Utilisent les gens », « Froids » et « Fantaisistes ».
Dans une étude sociologique de 2003, des danseurs de ballet masculins rapportent plusieurs stéréotypes auxquels ils sont confrontés, notamment « féminin, homosexuel, mauviette, gâté, gay, délicat, fragile, faible, duveteux ».
Pour préparer leur anthologie de 2009 sur la masculinité et la danse, Jennifer Fisher et Anthony Shay interviewent plusieurs danseurs masculins de différents groupes d'âge, origines ethniques et sexualités. Lors des entretiens, les hommes sont interrogés sur l'image biaisée des danseurs masculins. Les questions sont : « Pensez-vous être, aujourd'hui, entouré de stéréotypes sur les hommes et la danse ? » et « Y a-t-il des perceptions des hommes qui dansent qui, selon vous, doivent changer ? ».
Aaron Cota, danseur interviewé, déclare se heurter à d'injustes préjugés qu'il contribue à dissiper. Il entra dans le Corps des Marines. Il raconte alors la réaction de ses camarades : « Quand ils ont découvert que [j'allais gagner un] diplôme de danse, leur réaction ressemblait à " Quoi ? Tu es quoi ? ". Ils étaient un peu confus. Il suffit de leur expliquer. Quand les gars de mon unité voyaient certaines des choses que j'ai faites, ou ils voyaient des vidéos d'autres personnes danser, et ils se disaient : " comment peuvent-ils faire ça ? "... et leur réaction est " Wow, c'est incroyable " et " Ça m'a en quelque sorte ouvert les yeux "... ».
Un autre danseur, David Allan, explique avoir vécu les effets nuisibles du stéréotype. Il raconte sa participation au concours de talents de son école à l'âge de onze ans : « J'étais tellement excité de faire A Dance from David, ma première chorégraphie. Alors, quand je suis sorti dans mes jolis collants blancs, il y a eu un grand éclat de rire... Plus tard, j'ai rencontré des gars dans le couloir de mon école qui faisaient des commentaires désagréables... " Tu es le mec qui danse ". Ces commentaires se sont transformés en bousculades dans les escaliers ».
Sans être danseurs professionnels, des hommes acteurs, sportifs et autres célébrités prennent des cours de danse classique. C'est le cas des  footballeurs australiens James Hird et Josh Dunkley,,, du footballeur Rio Ferdinand, du rappeur Tupac Shakur et des acteurs Arnold Schwarzenegger, Christian Bale, Jamie Bell et Jean-Claude Van Damme, connus pour leurs rôles d'acteurs de films d'action et d'arts martiaux.

### Attentes liées au genre et spectacles

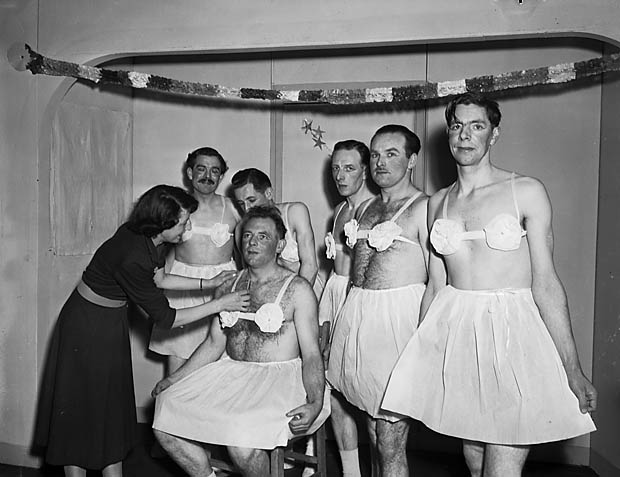
Un groupe d'hommes habillés en drag ballerines pour un acte de comédie (1953).

Les danseurs classiques masculins sont souvent dédaignés en raison de la conviction que le ballet est une activité féminine. Ils combattent ce préjugé de plusieurs manières. Ainsi, leurs mouvements et techniques sont-ils différents de ceux de leurs homologues féminins. Leur mouvement doit être puissant selon les attentes, et la capacité de porter une personne est aussi attendue. Dans le monde de la danse, des termes tels que fort, fier et en contrôle sont employés pour décrire un bon danseur de ballet masculin. À titre de comparaison, une bonne danseuse est décrite comme timide, modeste et légère. Les danseurs de ballet masculins exécutent une technique plus athlétique. Les hommes se concentrent davantage sur les sauts et leur technique possède plus de hauteur et de puissance.
Dans le monde de la danse, la pression sur les hommes pour qu'ils aient des caractéristiques masculines est forte. Dès le plus jeune âge, il leur est demandé de danser comme un homme. Les danseurs masculins qui ont des qualités de mouvement féminines sont généralement méprisés et décrits comme faibles, fragiles et déplacés.

### Causes de ce stéréotype
Ce stéréotype est notamment dû à l'absence de concordance entre stéréotype de la danse classique et stéréotypes masculins. Domination, indépendance, autorité, force et manque d'émotions sont associés à la virilité, tandis que soumission, dépendance, conformité, vulnérabilité et émotion, à la féminité. La danse étant une expression d'émotion, elle est assimilée aux qualités féminines. Dans le ballet, il faut faire confiance à autrui, notamment lors des portés.
Hommes et masculinité sont corrélés. Cette dernière est une position sociale qui s'associe à certains rôles et pratiques. Symbolique, elle implique des stéréotypes. Elle exerce une pression sur les hommes. S'ils n'ont pas le comportement attendu, la société les ridiculise pour leur non-conformité à une certaine symbolique. La danse étant une expression d'émotion fondée sur la vulnérabilité, les hommes font ainsi face à la moquerie en affichant des caractéristiques différentes des attributs masculins attendus.

### Effet de ce stéréotype sur le nombre de danseurs masculins
Une étude sur la réaction de l'entourage des personnes pratiquant un sport connoté d'un point de vue du genre (par exemple, le ballet et le football américain) est menée. Les adolescents âgés de 14 à 18 ans s'avèrent avoir de fortes opinions stéréotypées. Ainsi, les hommes exerçant un sport à connotation féminine sont perçus comme plus féminins que les hommes n'exerçant pas ce sport. L'étude conclut également : « Ce stéréotype sur les athlètes peut avoir un impact important sur la volonté des sportifs de participer à certains sports. De même, ces stéréotypes peuvent avoir tendance à filtrer certains types de participants potentiels (par exemple, les mâles macho…) dans des activités sportives qui seraient " inappropriées " pour un genre ». Victoria Morgan, ancienne ballerine principale du Ballet de San Francisco, directrice artistique et PDG du Ballet de Cincinnati, témoigne : « Je sens qu'il y a une stigmatisation attachée au ballet en Amérique qui ne reflète pas la réalité... Elle empêche d'attirer des membres du public et des garçons pour les compagnies de ballet ».

### Alternatives
Afin de combattre ce stéréotype, il est possible de discuter du genre comme construction sociale dans le monde de la danse. Certains programmes, comme « Boys Dancing », luttent contre ce préjugé. Les médias contribuent aussi à changer le regard sur les danseurs masculins. Après la sortie du film Billy Elliot en 2000, une augmentation des inscriptions masculines dans les cours de danse eut lieu. Par exemple, plus de garçons que de filles étaient admis à la Royal Ballet School pour la première fois. Des émissions de téléréalité comme Danse avec les stars et Tu crois que tu sais danser semblent aussi influencer le taux d'inscriptions. De nombreux étudiants estiment que ces programmes leur donnent envie de commencer la danse.

## Apparitions dans les médias

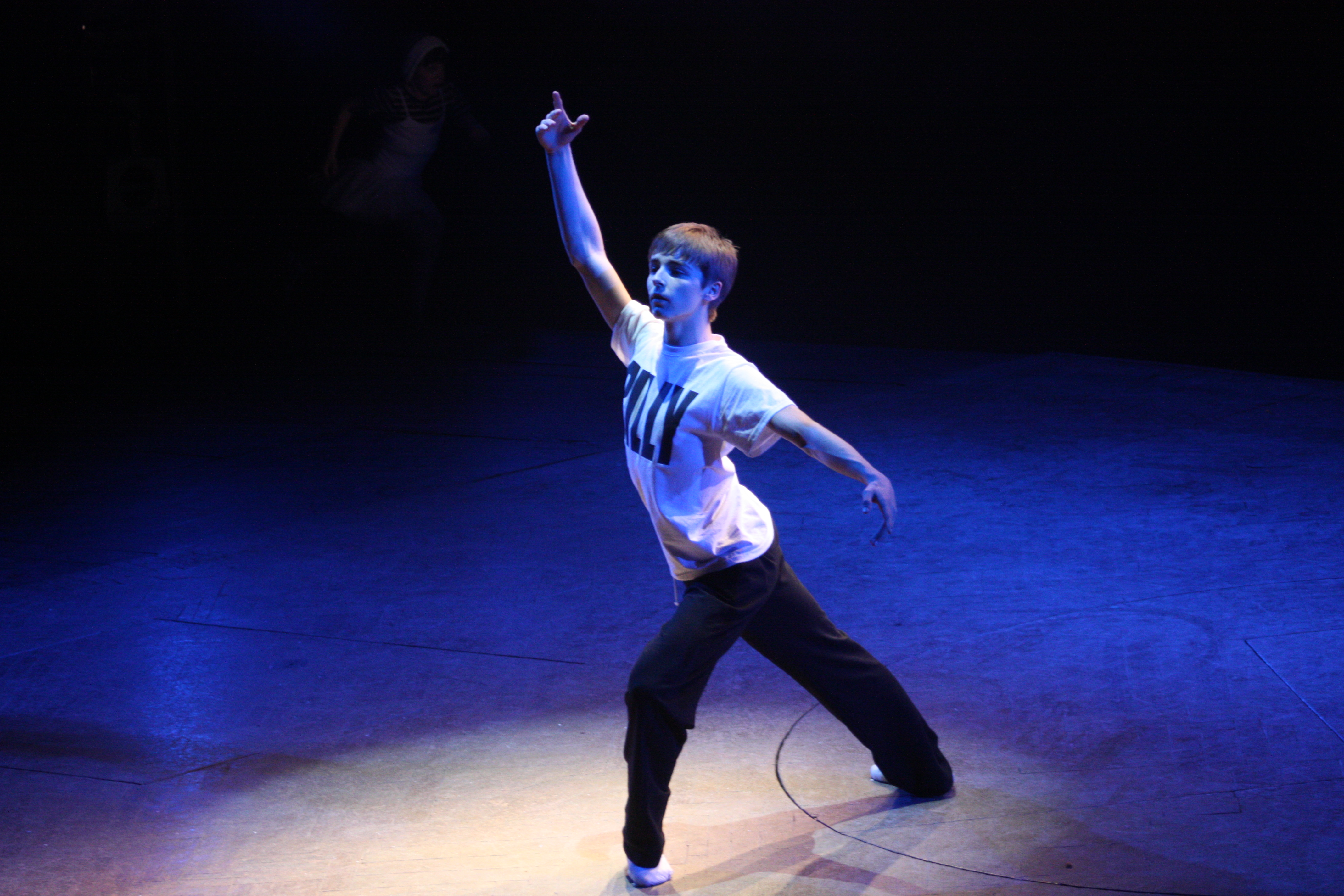
Le film et la pièce de théâtre musicale Billy Elliot abordent ce stéréotype.

- Dans The Turning Point, il est dit que Wayne Rodgers est considéré comme homosexuel parce qu'il est danseur de ballet et qu'il fait l'amour à Deedee pour prouver son hétérosexualité. Leur fils unique pratique aussi la danse classique et envisage de danser professionnellement.
- Dans l'épisode de la saison 6 des Simpson, Mes sorcières détestées, diffusé en 1995, une intrigue secondaire met en scène Bart qui n'arrive pas à temps pour choisir son sport, et qui est donc contraint de prendre des cours de danse classique. Lui et son professeur se rendent vite compte de son aptitude à danser, ce qui le conduit à se produire sur scène, masqué, gagnant l'admiration unanime de la foule. Cependant, une fois qu'il enlève son masque, il est battu par les brutes de l'école.
- Le film britannique sorti en 2000 Billy Elliot raconte l'histoire d'un danseur en herbe de 11 ans d'origine ouvrière, confronté au stéréotype et aux réactions hostiles de sa communauté.
- Dans The Company, le directeur artistique du Joffrey, Alberto Antonelli, remarque quand il remporte un prix de la communauté italienne que lorsqu'il aborde le ballet, il doit garder sa pratique secrète et demande à la communauté italienne d'encourager l'un de leurs fils qui rêve d'une vie de danse.